# アルダト・リリー

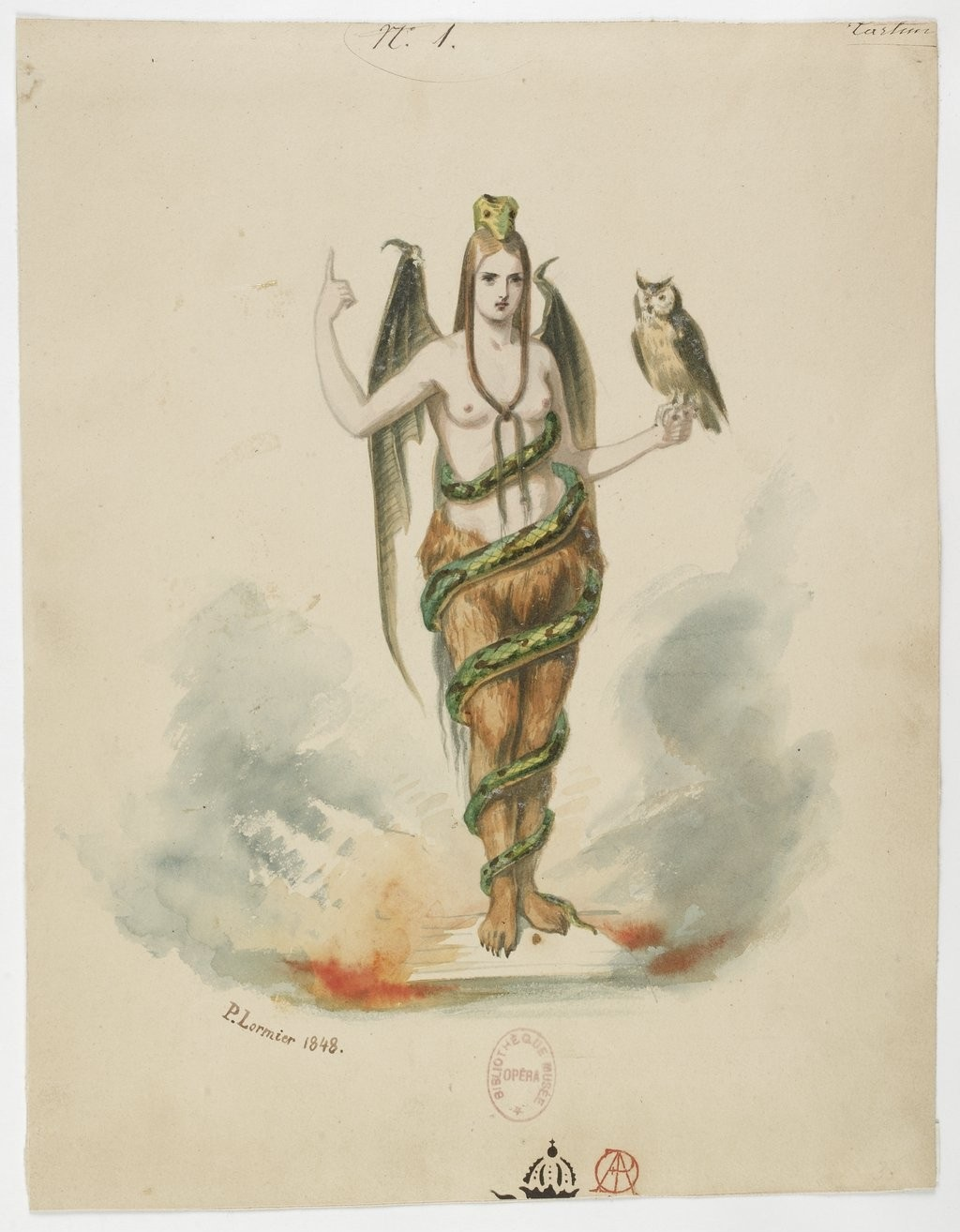
ポール・ロリマー『地獄の霊』獣と蛇の要素を持った女悪魔が描かれている。手にはリリスを象徴するフクロウを持つ。

アルダト・リリー（Ardat-lilī）は、メソポタミアの女悪魔。聖書に登場するリリスはアルダト・リリーの特徴がある程度反映されていると考えられている。しばしばリリートゥと同一視されるが、別の存在であるとされる。
アルダト・リリーはサキュバスの一種であり、風を伴って現れる蛇の尾を持つ狼のような姿をした悪霊で、飛行することができ、窓から家々に侵入する。彼女は尽きることがない性欲を持っているとされる。彼女は男性を襲撃し、恋人を作れなくさせたり、結婚を妨害する。彼女は非常に魅惑的な器量を備えている。アルダト・リリーは結婚適齢期にある若い女性も襲撃する。アルダト・リリーは結婚する前にこの世を去った少女の霊であるとしばしば言われており、自らが死んでいることを拒絶したいがためにこのような行動を取るとも言われている。